# Convergencia antártica

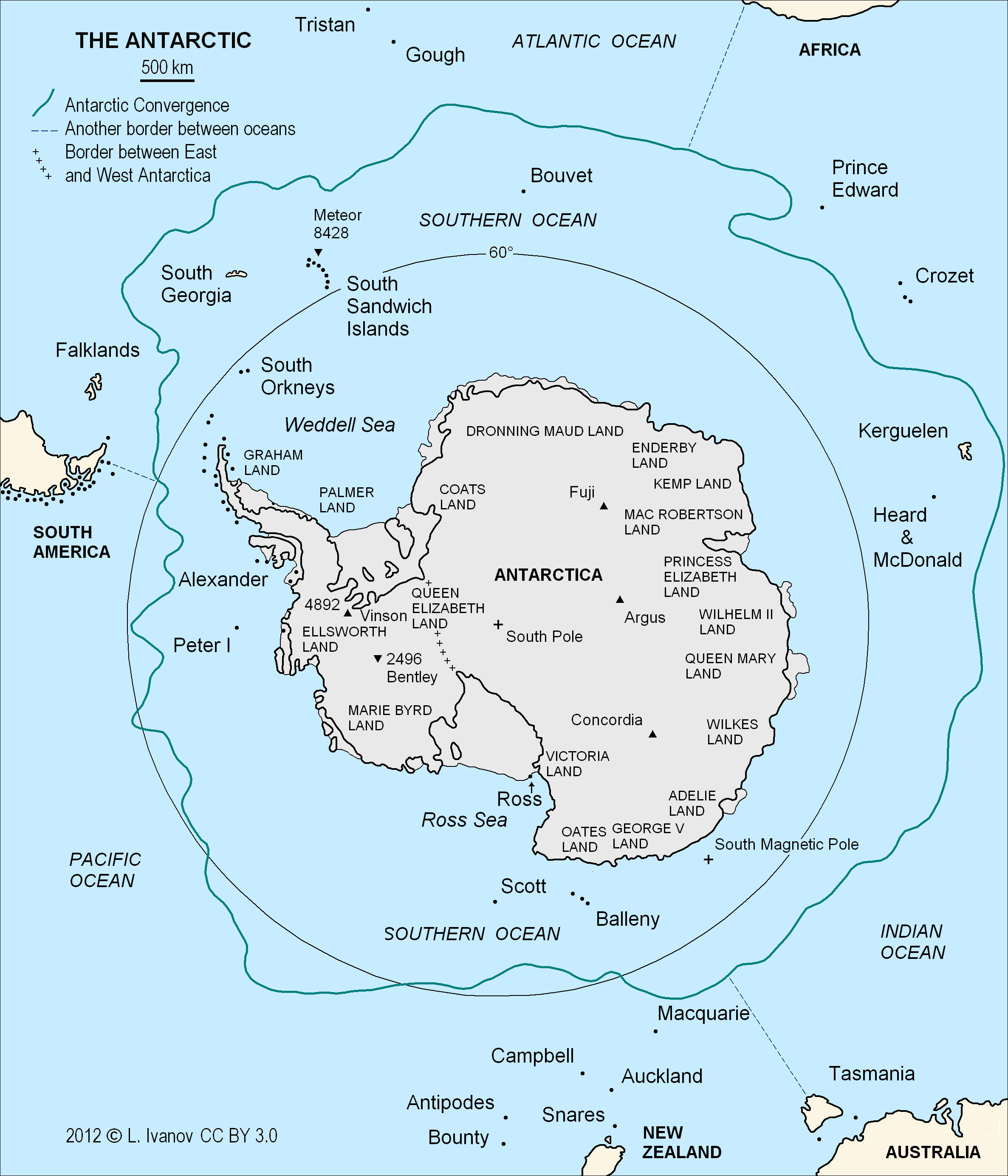
Convergencia antártica

La convergencia antártica (también conocida como zona frontal polar antártica o zona de convergencia antártica) es una línea que rodea a la Antártida donde las aguas frías del océano Glacial Antártico que fluyen hacia el norte se hunden bajo las aguas relativamente tibias de la zona subantártica. La línea es actualmente una zona de aproximadamente 32 a 48 km de ancho, que se interna hacia el norte en algunas regiones más que en otras, en dirección de los océanos Pacífico, Atlántico e Índico, hacia los 55° de latitud sur, entre los paralelos 48° y 61° de latitud sur. Se extiende por el lado norte de la corriente Circumpolar Antártica, la cual separa las aguas frías antárticas de las más templadas propias de latitudes medias. 
La ubicación precisa de esta línea en determinado lugar y tiempo se evidencia por el repentino cambio de la temperatura de la superficie del agua, con promedios de 2,8 °C a 5,5 °C. Aunque esta zona es móvil, usualmente no se aleja más de medio grado de latitud de su ubicación media.
Esta línea, al igual que la línea de los árboles, en el hemisferio norte, es un límite natural y no uno convencional. No solo separa dos regiones hidrológicas, sino que también separa áreas de diferentes asociaciones de vida marina y climas diferentes. Las islas Shetland del Sur, las Orcadas del Sur, las Georgias del Sur, Sandwich del Sur, la isla Bouvet, y las islas Heard y McDonald están al sur de la convergencia. Las islas Kerguelen están aproximadamente en la convergencia. Las islas Malvinas, el archipiélago de Tierra del Fuego, las islas del Príncipe Eduardo, Crozet y Macquarie quedan al norte de la convergencia.   
En esta zona, la temperatura de la superficie oceánica puede variar hasta 5 °C en pocos metros de profundidad. Estas aguas, frías y ricas en nutrientes, son especialmente productivas en los largos y soleados días característicos de la primavera y del verano antártico. La energía solar en los mares antárticos produce gran cantidad de algas flotantes, denominadas fitoplancton. El krill, conjunto de varias especies de crustáceos marinos que integran el zooplancton, se alimenta de fitoplancton. Prácticamente el resto de las especies marinas, incluidos pingüinos, focas y ballenas, se alimentan de krill.

## Historia
La línea de la convergencia antártica fue cruzada por primera vez por Anthony de la Roché en 1675, y descrita por sir Edmund Halley en 1700, cuando navegaba capitaneando el Paramour.

### Posición de las islas antárticas en relación con la convergencia

#### Islas que se encuentran al norte de la Convergencia
- Islas Malvinas
- Tristán de Acuña
- Isla Gough
- Islas del Príncipe Eduardo
- Islas Crozet
- Isla Ámsterdam
- Isla Saint-Paul
- Isla Macquarie
- Islas Campbell
- Islas Auckland
- Islas Snares/ Tini Heke
- Islas Bounty
- Islas Antipodas
- Islas Diego Ramírez
- Tierra del Fuego
- Isla de los Estados

#### Islas que se encuentran al sur de la Convergencia
- Islas Shetland del Sur
- Islas Orcadas del Sur
- Islas Georgias del Sur
- Islas Sandwich del Sur
- Isla Bouvet
- Islas Kerguelen
- Isla Heard
- Islas McDonald
- Islas Balleny
- Isla Scott
- Isla Pedro I